# Charles d’Avaugour
baron Charles d’Avaugour, Charles de Bretagne du Bois (ur. 1600, zm. 1657 w Kilonii lub Lubece) – dyplomata francuski.
Do francuskiej służby dyplomatycznej wstąpił w 1633, początkowo pełniąc funkcję posła w Schwerinie (1633), w 1634 został ambasadorem w Kopenhadze, od 1636 był rezydentem w Gdańsku, od 1640 posłem przy polskim Sejmie.
Od 1643 do pokoju westfalskiego pełnił funkcję przedstawiciela Ludwika XIV. W wojnie trzydziestoletniej w szwedzkich siłach zbrojnych otrzymał stopień pułkownika kawalerii. Był ambasadorem Francji w Sztokholmie (1654-1657) i towarzyszył Karolowi X Gustawowi w II wojnie północnej z Rzecząpospolitą.